# 唐雲 (明朝)
唐雲（？—1404年），明朝軍事將領、靖難之役人物，新昌伯。
唐雲最初任燕山中護衛指揮。靖難之役時，燕王朱棣殺張昺、謝貴后，中央軍仍然控制北京城九個門。當晚張玉等襲擊攻佔其中八座，唯獨西直門無法攻下。朱棣於是派遣唐雲到守城處宣佈：“天子已聽王自制一方。汝等急退，後者戮。”并說服眾人歸降。朱棣對唐雲非常信任，其經常出入左右。之後朱棣南攻時，唐雲留守輔助世子，之後累升至都指揮使。明成祖稱帝后，封其新昌伯，世代繼承指揮使。次年去世。